# Corning Museum of Glass

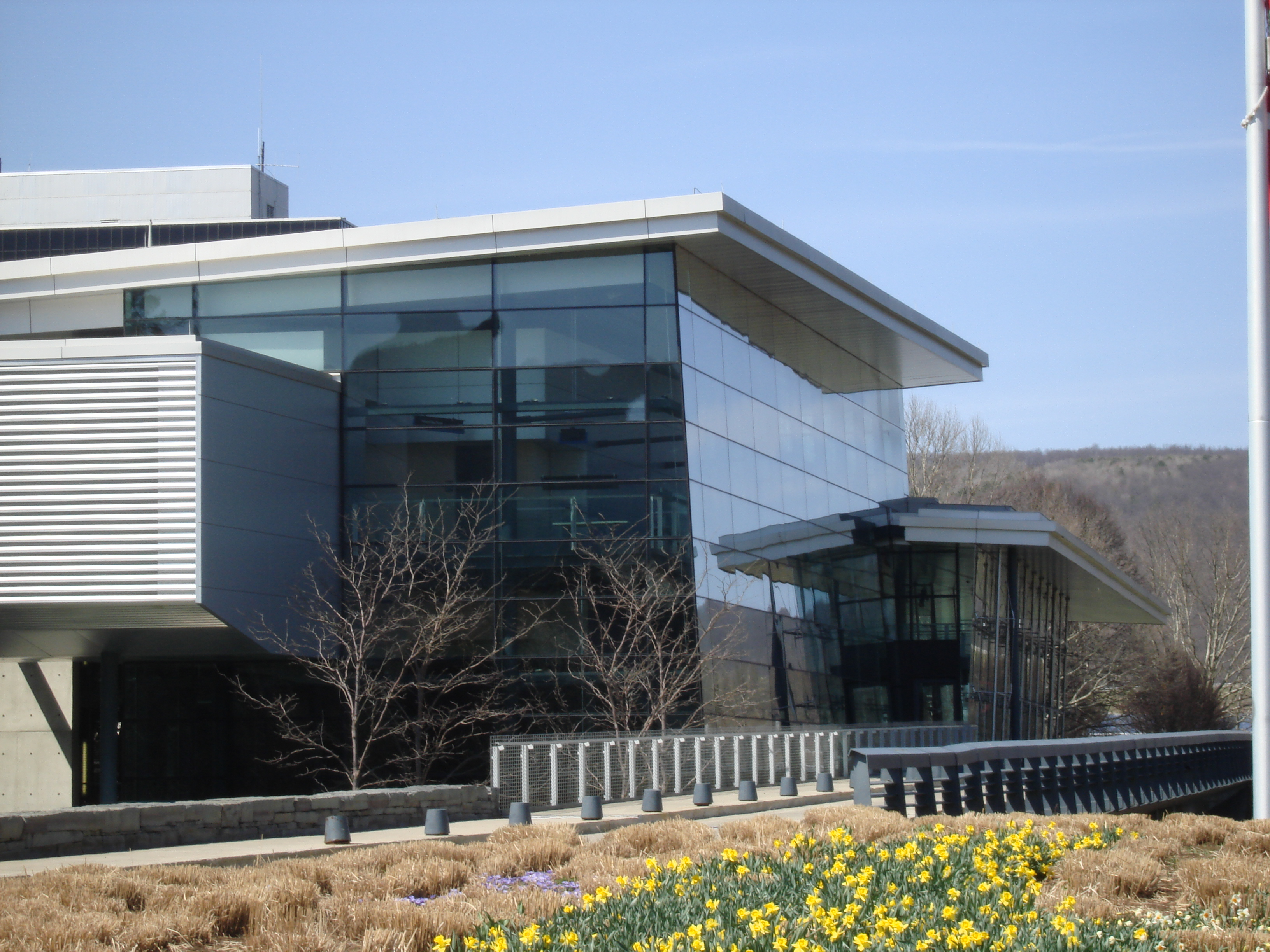
Das Corning Museum of Glass

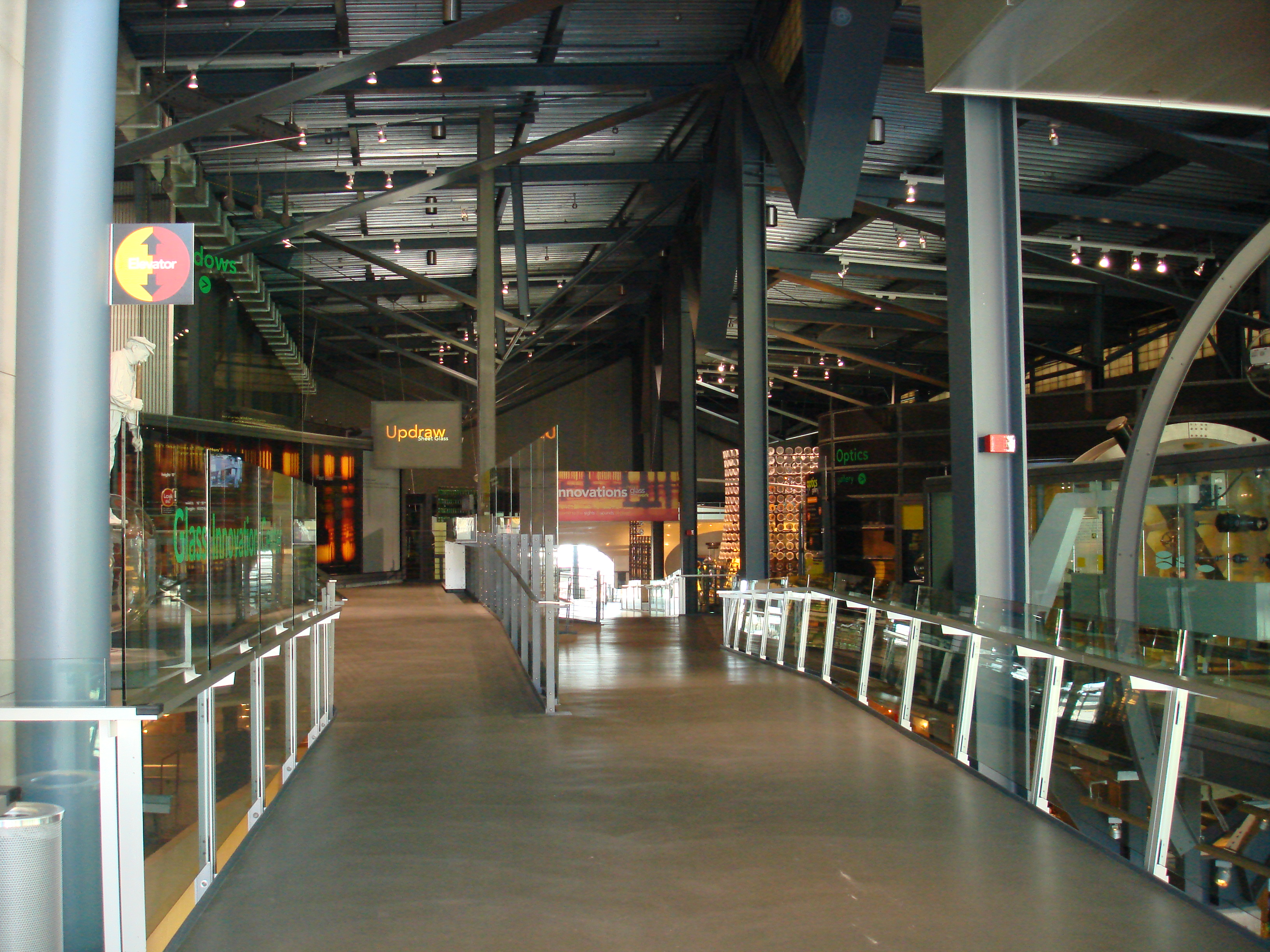
Blick ins Glass Innovation Center im oberen Ausstellungssaal

Das Corning Museum of Glass (CMoG, im lokalen Slang ausgesprochen ['siːmɔk]) im Glasindustriestandort Corning im US-Bundesstaat New York ist ein 1951 eröffnetes Museum mit vielseitigen Ausstellungen zum Thema Glas. Es ist das größte Glasmuseum in den Vereinigten Staaten von Amerika.

## Geschichte
Das Museum wurde 1950 als Einrichtung der Corning Glass Works (heute: Corning, Inc.) gegründet und 1951 eröffnet. Untergebracht war es zunächst in einem von Max Abramovitz und Wallace Harrison entworfenen Gebäude, das zum Firmengelände gehörte und im Juni 1972 während einer Überschwemmung des Chemung River beschädigt wurde, aber schon im folgenden August wiedereröffnet werden konnte. Als die Räumlichkeiten für die ständig wachsende Einrichtung 1978 dennoch nicht mehr ausreichten, entwarf Gunnar Birkerts umfangreiche Anbauten, mit denen das Museum am 28. Mai 1980 erneut eröffnet werden konnte. 1996 begannen unter dem Architektenbüro Smith-Miller + Hawkinson erneute Erweiterungsbauten, die 2001 abgeschlossen waren.

## Ausstellungen, Einrichtungen und Medienpräsenz
Neben kleineren Wechselausstellungen zeigt das Museum vier Hauptausstellungen: ein Glass Innovation Center mit wissenschaftlich-technologischem Schwerpunkt, eine Sculpture Gallery mit zeitgenössischer Glaskunst, die Glass Collection Galleries mit gläsernen Objekten aus verschiedenen Zeitaltern und die in einem separaten Gebäude untergebrachte Frederick Carder Gallery mit Arbeiten des englischen Glaskünstlers Frederick Carder (1863–1963). Die Sammlungen umfassen mehr als 45.000 Objekte aus 3.500 Jahren Glasgeschichte von der Antike bis in die Gegenwart. In einer Hot Glass Show können die Museumsbesucher außerdem Glaskünstlern bei der Arbeit zusehen.
Die der Öffentlichkeit zugängliche Leonard S. and Juliette K. Rakow Library enthält die weltgrößte Sammlung von Literatur und anderen Medien zur Kunst und Geschichte von Glas und Glasherstellung. Kleine Teile der Bestände sind auch online verfügbar.
Eine weitere Einrichtung des Corning Museum of Glass ist The Studio, eine Ausbildungsstätte für Glaskünstler.
Das Auditorium des Museums ist mit 750 Sitzplätzen der größte Veranstaltungssaal der Stadt und dient häufig auch als Aufführungsort für Konzerte, Schauspiel- und Ballettinszenierungen.
Das Corning Museum of Glass unterstützt die Produktion der seit 2019 laufenden Netflix-Serie Blown Away, in der Glaskünstler um einen Geldpreis und eine Künstlerresidenz und Ausstellung im Corning Museum of Glass wetteifern. Das Museum beriet die Produzenten der Serie zudem bei der Einrichtung einer Glaswerkstatt im kanadischen Hamilton und stellte für einen Wettbewerb vor Publikum in der vierten Staffel eine mobile Glaswerkstatt bereit.

## Weitere Glasmuseen in den USA
In den USA gibt es viele weitere, kleinere Glasmuseen:
- Historical Glass Museum, Redlands, Kalifornien
- Greentown Glass Museum, Greentown, Indiana
- The Glass Museum, Dunkirk, Indiana
- The Jones Gallery of Glass & Ceramics, East Baldwin, Maine
- New Bedford Glass Museum, New Bedford, Massachusetts
- Sandwich Glass Museum, Sandwich, Massachusetts
- Wheaton Museum of American Glass, Milville, New Jersey
- Tuthill Cut Glass Co. Museum, Middletown, New York
- Degenhart Paperweight & Glass Museum, Cambridge, Ohio
- National Heisey Glass Museum, Newark, Ohio
- Duncan & Miller Glass Museum LeMoyne House, Washington, Pennsylvania
- Westmoreland Glass Museum, Port Vue, Pennsylvania
- The Museum of Glass, Tacoma, Washington
- Fostoria Glass Museum, Moundsville, West Virginia
- Fenton Glass Museum, Williamstown, West Virginia
- West Virginia Museum of American Glass, Weston, West Virginia
- Mahler Glass Museum, Neenah, Wisconsin